# Die Prager Orgie
Die Prager Orgie. Ein Epilog (englischer Originaltitel: Epilogue: The Prague Orgy) ist ein Roman des amerikanischen Schriftstellers Philip Roth, der im Jahr 1985 beim New Yorker Verlag Farrar, Straus and Giroux veröffentlicht wurde. Laut Untertitel dient er als Epilog zur Trilogie um den jüdisch-amerikanischen Schriftsteller Nathan Zuckerman, die aus den Romanen The Ghost Writer (1979, deutsch: Der Ghost Writer), Zuckerman Unbound (1981, deutsch: Zuckermans Befreiung) und The Anatomy Lesson (1983, deutsch: Die Anatomiestunde) besteht. Die deutsche Übersetzung von Jörg Trobitius erschien 1986 beim Carl Hanser Verlag.

## Inhalt

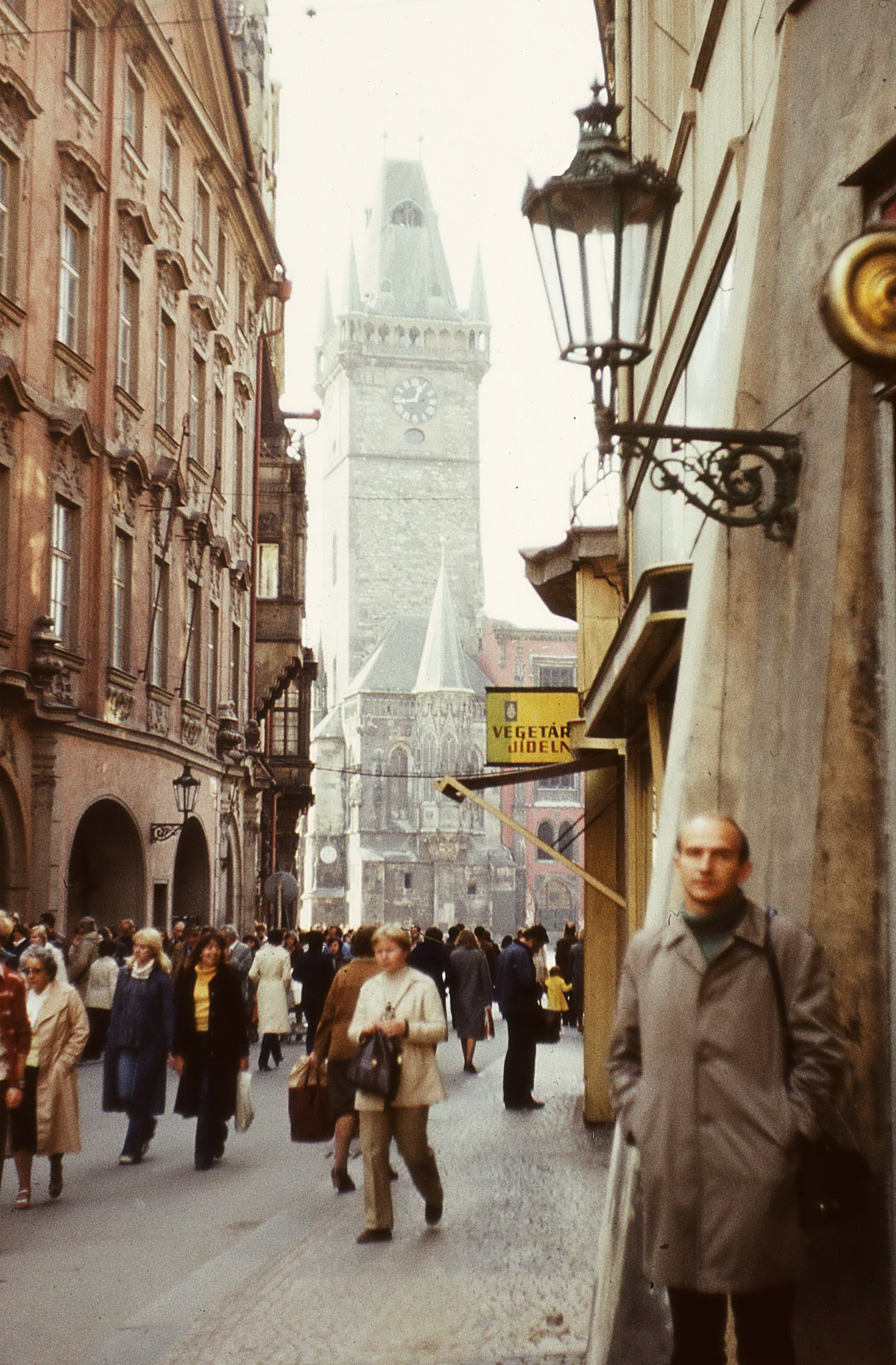
Prag im Jahr 1976, im Hintergrund das Altstädter Rathaus

Im Januar 1976 trifft der amerikanische Schriftsteller Nathan Zuckerman seinen aus der Tschechoslowakei emigrierten Kollegen Zdenek Sisovsky und dessen Landsfrau, die Schauspielerin Eva Kalinova. Sisovsky ist durch eine Satire in Ungnade gefallen und hat seit der Niederschlagung des Prager Frühlings Publikationsverbot. Eva hingegen, die mit dem Staatspreisträger Petr Kalina verheiratet war, bekommt seit einer Beziehung mit dem jüdischen Staatsfeind Pavel Polak den Antisemitismus der kommunistischen Machthaber zu spüren, in der selbst eine jugendliche Bühnenrolle als Anne Frank zum Beweis ihres Zionismus erklärt wird. Im Rahmen einer Ausreiseerlaubnis für Regimekritiker verlassen beide ihr Heimatland, sind jedoch in Amerika künstlerisch wie persönlich entwurzelt.
Sisovsky erzählt Zuckerman von seinem Vater, einem Juden, der in der Zwischenkriegszeit zwischen allen Kulturen stand und jiddische Literatur verfasste, die niemals publiziert wurde. Unter der deutschen Besatzung starb Sisovskys Vater in Folge eines Streites zweier Gestapo-Offiziere, die einander ihre jüdischen Protegés erschossen. Seine hinterlassenen Erzählungen befinden sich in der Obhut von Sisovskys Frau Olga, die in Prag zurückgeblieben ist und sich mit ihrem Mann zerstritten hat. Die einzige Möglichkeit, diesen literarischen Schatz zu bergen und postum zu würdigen, sieht Sisovsky in der Vermittlung eines berühmten amerikanischen Schriftstellers, für den Olga aus Liebe alles tun würde.
Bereits einen knappen Monat später befindet sich Zuckerman in Prag. Die in all ihrer Tradition heruntergewirtschaftete Stadt und die niedergeschlagenen Menschen wecken Erinnerungen an die Stadt der verfolgten Juden, die Zuckerman sich in seiner Jugend ausgemalt hat. Die Menschen leben unter allgegenwärtiger Überwachung und Bespitzelung, Künstler und Intellektuelle werden zu niederen Arbeiten gezwungen, um die Führungspositionen für korrupte Säufer freizuhalten. Doch auf einer abendlichen Feier im Haus des Regisseurs Klenek erlebt Zuckerman auch eine verzweifelte Ausgelassenheit und freizügige Offenheit, die der Amerikaner nur aus seiner schriftstellerischen Phantasie kennt. Er lernt den ehemals gefeierten Theaterleiter Bolotka kennen, der es trotz aller Schikanen nicht über sich bringt, seine Heimatstadt und seine sechzehn Prager Freundinnen zu verlassen. Einst hat er als Ghostwriter die Spitzelprotokolle seines Freundes Blecha verfasst, der inzwischen zum gefeierten Staatsschriftsteller avanciert ist.
Tatsächlich verliebt sich Sisovskys Frau Olga noch auf der Party in Zuckerman und möchte ihn auf der Stelle heiraten. Am Folgetag begreift sie verbittert, dass der amerikanische Schriftsteller nur an den Erzählungen ihres Schwiegervaters interessiert ist. Als sie ihm dennoch die Manuskripte aushändigt, bleibt dies der staatlichen Überwachung nicht verborgen. Noch im Hotel werden sie polizeilich beschlagnahmt, und Zuckerman wird zur sofortigen Ausreise gezwungen. Der tschechoslowakische Kultusminister Novak persönlich begleitet ihn auf einer surrealen Autofahrt, bei der sich Zuckerman an Kafkas Verwandlung erinnert fühlt. Novak offenbart einen Kulturverstand, der nicht über Betty MacDonald hinausreicht, und stellt den entfremdeten Künstlern, die Zuckerman kennengelernt hat, seinen Vater entgegen, der den wahren tschechischen Geist verkörpere, indem er jeden Machthaber in der wechselhaften Geschichte seines Landes bejubelt habe.
Bei der Zollabfertigung auf dem Flughafen ist Zuckerman erleichtert, den drohenden Repressionen entkommen zu sein, doch gleichzeitig bedrückt ihn das Scheitern seiner Mission in nicht einmal 48 Stunden. Nach dem Verlust der Manuskripte von Sisovskys Vater wird ein weiterer jüdischer Schriftstellers keinen bleibenden Eindruck in der Welt hinterlassen. Und während Zuckerman zeitweilig hoffte, in Prag, der Stadt der Geschichten, seine eigene Geschichte abstreifen zu können, begreift er, dass diese alles ist, was ihm bleibt, und dass er ihr niemals wird entrinnen können.

## Hintergrund

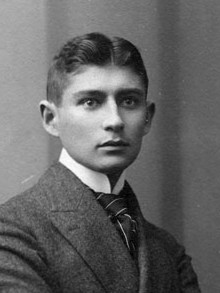
Franz Kafka (um 1906)

Während seiner unglücklichen ersten Ehe Ende der 50er und Anfang der 60er Jahre entdeckte Roth die Literatur Franz Kafkas, in der er sein Leben gespiegelt fand und die einen prägenden Einfluss auf seine eigenen Werke ausübte. Die Suche nach Spuren seines Vorbildes war es auch, die im Jahr 1972 zu Roths erstem Besuch in Prag führte. Was er fand, war eine Stadt, die ihn an das Newark seiner Jugend erinnerte, „eine heruntergekommene, verarmte Provinzstadt unter der Wolke des Krieges“, aber auch einen „Mix aus Ironie, Intelligenz, Melancholie, Resignation, Selbst-Satire, Geduld und Hoffnung“, in dem er sich wie im „jüdischen Nationalen Heimatland“ der Phantasien seiner Kindheit vorkam. Roth traf Schriftsteller wie Ludvík Vaculík, Milan Kundera, Ivan Klíma und Václav Havel, deren Lebensumstände sich vollkommen von seinen eigenen unterschieden und für deren Zwangslagen er sich zu interessieren begann, wie er sich stets von individuellen oder sozialen Zwängen angezogen fühlte. In der Folge besuchte Roth Prag jedes Frühjahr, bis ihm 1977 das Einreisevisum verweigert wurde. Als Herausgeber der Reihe Writers from the Other Europe bei Penguin Books blieb er ein wichtiger Vermittler osteuropäischer Literatur in den USA, und 1990, wenige Monate nach der Samtenen Revolution kehrte er wieder nach Prag zurück.
In einem Kommentar in der New York Times Book Review aus dem Jahr 1983 benannte Roth seine Pragreisen als Ausgangspunkt der Zuckerman-Trilogie. Der Kontrast zwischen dem Leben als Schriftsteller in Amerika, „wo alles möglich ist, aber nichts von Bedeutung ist“, und der kommunistischen Tschechoslowakei, „wo nichts möglich ist, aber alles von Bedeutung ist“, habe seinen Blick auf das Lebens eines jüdisch-amerikanischen Schriftstellers wie Nathan Zuckerman geschärft und war zum Ausgangspunkt der folgenden drei Zuckerman-Romane geworden. Während Roth 1983 seine Prager Erfahrungen noch in seine ungeschriebene Erinnerung verbannte, weil sie für ein Buch womöglich zu wild und kontrastreich seien, setzte er sie später in einem Epilog um, den er der eigentlich abgeschlossenen Zuckerman-Trilogie hinzufügte. Mit diesem Epilog, der wie The Ghost Writer, der erste Band der Trilogie, in der Ich-Form geschrieben ist (in Aufzeichnungen aus Zuckermans Notizbüchern), umspannt die Erzählzeit der Trilogie 20 Jahre. Laut Roth beginnt die Trilogie „mit einer Pilgerreise zum Schutzpatron der Ernsthaftigkeit, zu E. I. Lonoff, und sie endet […] am Schrein des Leidens, in Kafkas besetztem Prag“.
Die absurde Begegnung mit dem tschechoslowakischen Kulturminister Novak, der Kafka verachtet, aber Betty MacDonald und ihr „Meisterwerk“ Das Ei und ich preist, hat einen realen Kern. Tatsächlich entwickelte sich das Ende der 1940er Jahre in den Vereinigten Staaten populäre, aber später in Vergessenheit geratene humoristische Buch um die Erlebnisse einer jungen Frau auf einer Hühnerfarm zu einem Longseller in der CSSR und ist in Tschechien noch im 21. Jahrhundert ausgesprochen populär. Stanislav Kolář hält es für wahrscheinlich, dass Roth bei seinen Besuchen in der Tschechoslowakei von der dortigen Popularität des Buches erfuhr. Der Schriftsteller Zuckerman macht im Roman die Erfahrung, dass in einem Land, in dem Betty MacDonald als Star verehrt wird, ihm selbst nicht mal eine Statistenrolle bleibt. Der Grund des Landesverweises, die Anschuldigung, Zuckerman sei ein zionistischer Agent, weist voraus auf Roths späteren Roman Operation Shylock, in dem der Erzähler tatsächlich für den Mossad arbeitet.

## Rezeption
Für Harold Bloom hat sich Philip Roth in der Prager Orgie selbst übertroffen. Neben dem Surrealismus Kafkas entdeckt Bloom im Roman die Beschwörung einer Paranoia, die Thomas Pynchons Crying of Lot 49 gleichkommt, und eine Quest des Helden, die Manuskripte eines jiddischen Schriftstellers durch Verführung ihrer Wächterin zu bergen, die eine Parodie auf Henry James’ Aspern Papers sei. Die Schlussszene, in der Zuckerman die Moralpredigt des tschechischen Kulturministers über sich ergehen lassen muss, sei subtiler, trauriger und witziger, als alles, was Roth zuvor geschrieben habe. Michiko Kakutani sieht den Epilog ambitionierter als die früheren Bände der Zuckerman-Trilogie und „frei von deren Schrillheit und ihrem Selbstmitleid“. Indem Zuckermans Dilemma dem seiner Prager Schriftstellerkollegen gegenübergestellt wird, entfalte es eine lächerliche Komik. Zuckerman beneidet die Literatur in der Diktatur um ihre moralische und geschichtliche Bedeutung, doch muss er am Ende realisieren, dass er die Geschichten der Prager Kollegen niemals zu seiner eigenen Geschichte machen kann.
Volker Hage liest Roths Epilog als „schrillen Akzent“ auf die ruhig erzählte Trilogie. Die sexuelle Revolution in Zuckermans Skandalroman, eine „Revolte gegen die Väter“, verliert in Prag ihre Wirkung. Dort dient die befreite Sexualität nur noch „zum Trost der Unterdrückten“. Der Roman gehöre „zweifellos zu den bizarrsten und ulkigsten Schlußkadenzen der neueren Literatur“. Maxim Biller findet im Buch „nichts von dem Trotz, der Frechheit, den Lästerungen von Portnoy-Carnovsky-Roth-Zuckerman“, stattdessen vielmehr „Demut und Unterwerfung“. Der stets gegen das „jüdische Leidenserbe“ aufbegehrende Zuckerman wird in Prag zum ersten Mal selbst Opfer von Judenfeindlichkeit. Gerade in der Ähnlichkeit der Prager Intellektuellen, die ihrer Unterdrückung mit ebenso scharfem Humor begegnen wie die Juden, begreift Zuckerman „die Einmaligkeit des jüdischen Verfolgtseins, die Einmaligkeit des Antisemitismus in seiner Irrationalität, in seiner bösartigen Vitalität, in seiner geographischen und historischen Globalität.“ Philip Roth habe „mit der Zuckerman-Trilogie zu seinen alten literarischen Kräften zurückgefunden“.

## Ausgaben
- Philip Roth: Epilogue: The Prague Orgy. In: Zuckerman Bound. Farrar, Straus and Giroux, New York 1985, ISBN 0-374-51899-8.
- Philip Roth: Die Prager Orgie. Ein Epilog. Aus dem Amerikanischen von Jörg Trobitius. Hanser, München 1986, ISBN 3-446-14678-4.
- Philip Roth: Die Prager Orgie. Ein Epilog. Aus dem Amerikanischen von Jörg Trobitius. Rowohlt, Reinbek 1991, ISBN 3-499-12312-6.